# Limbek
Limbek er en slesvigsk uradelslægt. Den menes at have sit navn fra landsbyen Limbek ved Rendsborg. Slægten uddøde 1562.

## Våben
Slægtens våben var to blå skråbjælker i sølv-felt, på hjelmen en busk af vekselvis hvide og blå strudsfjer, der i sigiler fra det 14. århundrede som hosstående våbenafbildning viser, ses i stærkt stiliseret skikkelse; men senere var hjelmtegnet ofte 10 a 13 faner. I nyere våbenbøger er det to vesselhorn, hver delt fire gange af vekselvis sølv og blåt.

## Historie
Blandt slægtens kendte er Hartvig Limbek, som ca. 1400 dræbte Albret Rytter Skeel på Jerlev Herredsthing, og den mægtige drost Claus Limbek (Nicolaus Mulerch).
I 1300-tallets anden halvdel havde slægten herredømmet over Trøjborg, Tørning og Søgård, samt et antal mindre godser.
Slægtens sidste mand Claus Hartvigsen Limbek døde sindssyg 1562.

## Slægtens Limbek ejendomme
Ejendomme der har været i slægtens Limbek besiddelse gennem tiderne.
- Gram Slot
- Boller
- Selchausdal
- Nebbegård
- Møgelkær
- Hverringe
- Langholt Hovedgård
- Merringgaard
- Hald Hovedgård
- Skinkelsborg